# Artabotrys pilosus
Artabotrys pilosus este o specie de plante angiosperme din genul Artabotrys, familia Annonaceae, descrisă de Elmer Drew Merrill și Woon Young Chun. Conform Catalogue of Life specia Artabotrys pilosus nu are subspecii cunoscute.